# Brunnenhaus (Mellingen)

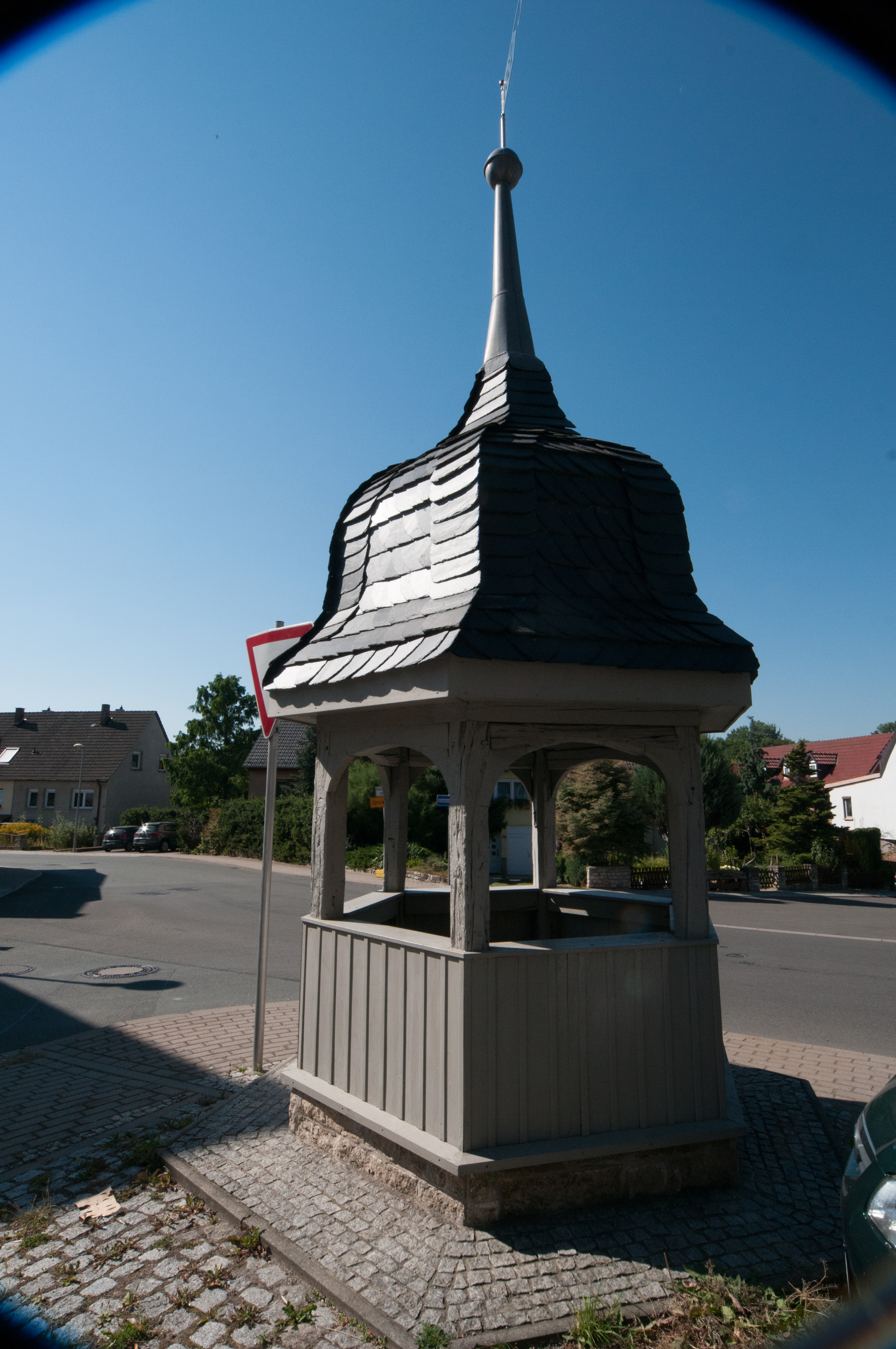
Brunnenhaus über dem Schenkborn

Auf der Kreuzung Kirchgasse/Weimarische Straße in Mellingen (Weimarer Land) befindet sich ein kleines Brunnenhaus über dem Schenkborn.
In der Nähe der Quelle befindet sich die Schenke Zur Linde, weshalb sie diesen Namen trägt. Über dem Schenkborn befindet sich ein sechseckiges hölzernes Brunnenhaus mit einem Zwiebeldach, das mit Schiefer bedeckt ist. Auf diesem befindet sich eine lange Spitze mit einem Turmknauf. Der Schenkborn war 1607 die dritte Wasserquelle, mit der Mellingen mit Trinkwasser versorgt werden konnte. Darüber ist noch die Wetterfahne mit dem sächsischen Wappen. 2010 wurde der Brunnen restauriert. Seine Tiefe ist vier Meter unter dem Straßenniveau. Der Schenkborn ist ein Wahrzeichen Mellingens.
Das Brunnenhaus steht auf der Liste der Kulturdenkmale in Mellingen (Thüringen).